# Rechtsfolgenlösung
Der Ausdruck Rechtsfolgenlösung bezeichnet eine vom Bundesgerichtshof entwickelte ungeschriebene Strafzumessungsvorschrift zum Mord. An Stelle lebenslanger Freiheitsstrafe tritt ein gemilderter Strafrahmen ein, wenn die Verhängung lebenslanger Freiheitsstrafe trotz der Schwere des tatbestandsmäßigen Unrechts unverhältnismäßig wäre, weil außergewöhnliche Umstände vorliegen, die das Ausmaß der Täterschuld erheblich mildern z. B. tiefes Mitleid, „gerechter Zorn“, schwere Provokation. Dabei stellt der BGH nicht etwa auf § 213 StGB ab, sondern bringt den Strafrahmen des § 49 I Nr. 1 StGB zur Anwendung.
Dazu der BGH: „Dies soll etwa bei Taten in Betracht gezogen werden können, die durch eine notstandsnahe, ausweglos erscheinende Situation motiviert, in großer Verzweiflung begangen, aus tiefem Mitleid oder aus ‚gerechtem Zorn‘ auf Grund einer schweren Provokation verübt worden sind oder in einem vom Opfer verursachten und ständig neu angefachten, zermürbenden Konflikt oder in schweren Kränkungen des Täters durch das Opfer, die das Gemüt immer wieder heftig bewegen, ihren Grund haben.“